# Kermia chichijimana
Kermia chichijimana é uma espécie de gastrópode do gênero Kermia, pertencente a família Raphitomidae.